# 야비네
야비네는 고대 리투아니아 신화에서 땅에 저장된 곡식을 관리하고 보호하는 여신이다
여신은  J. Brodovskis의 기록에 처음 언급된다. 곡식과 밭을 수호하는 신들의 형상이 합쳐진 결과로 후대에 만들어진 여신일 수 있다.

## 참고 문헌
1. ↑  Javinė. Mitologijos enciklopedija, 2 tomas. Vilnius. Vaga. 1999. 281 p.